# 立花直堅
立花 直堅（たちばな なおかた、享保7年（1722年） - 明和7年3月9日（1770年4月15日））は、江戸時代中期から後期の旗本。筑後国三池藩主家立花氏の分家の一つである立花甲斐守家5代目当主。通称は求馬、茂十郎、与兵衛。父は立花直員、母は某氏。正室は田中杪泰（半右衛門）の娘。継室は水野忠英（三之助）の娘。養子は立花種寿（有馬尚久の二男）。家禄は蔵米500俵。

## 生涯
延享4年（1747年）に父の死去により跡を継ぎ、徳川家重に初御目見えする。寛延元年（1748年）に西の丸書院番士となる。
実子は早世した豊之助のみであるために、大叔母の嫁ぎ先の一族である能勢頼寿（助十郎）の娘と有馬尚久（伊織）との子である種寿を養子とし、明和7年（1770年）に死去。法名は宗通。墓所は深川の心行寺。享年49。